# Barguzin (fiume)
Il Barguzin, o Bargusin, è un fiume della Russia siberiana centro-orientale (Repubblica Autonoma della Buriazia), tributario del lago Bajkal.

## Descrizione
Nasce dal versante nordoccidentale dei monti Ikatskij, nella zona dove questi si saldano all'Altopiano Stanovoj; fluisce in direzione sud-sudovest attraversando una valle compresa fra  i suddetti monti Ikatskij e i monti del Barguzin, sfociando nel lago Bajkal in una piccola insenatura alla quale ha dato il nome (Golfo del Barguzin), situata nei pressi dell'insediamento di Ust'-Barguzin. I principali affluenti ricevuti sono Garga, Argada e Ina da sinistra, Uljun da destra. Il fiume è navigabile a monte della foce fino alla località di Mogojto per 226 km.
La valle del Barguzin, larga al massimo alcune decine di chilometri e situata ad una quota compresa fra i 470 e i 600 metri, è caratterizzata da particolarità vegetazionali, dal momento che costituisce una "digitazione" molto settentrionale dell'ecosistema steppico in un ambiente, quello della Transbajkalia, dominato dalla taiga.